# Charles Renouvier
Charles Renouvier (Charles Bernard Renouvier) (Montpellier, 1815. január 1. – Prades, 1903. szeptember 1.) francia katolikus filozófus.
Sajátosan új irodalmi műfaja az uchronia (ukrónia), a „Mi lett volna, ha…?” kérdésfeltevésre adott irodalmi válasz, melyet 1876-ban írott művében fogalmazott meg. Az ukrónia a Magyar Larousse szerint: a történelemre alkalmazott utópia.
Laikus katolikus bölcselőként a nyitott gondolkodást képviselte.

## Munkássága
Fiatal éveiben Jules Lequier barátjaként annak elvei hatottak rá. Lequier szerint a hit lényege a szabadság, ami mindent felülmúló életérzésben jelentkezik: a szenvedő ember szabad választása.
Párizsban végezte tanulmányait az École polytechnique-ben, majd a politikában vállalt aktív szerepet. Miniszteri bukása után visszavonult, hátralévő életét magántudósként élte, írással töltötte.
Renouvier volt az első francia Nicolas Malebranche után, aki Immanuel Kant hatása alá kerülve megfogalmazta a neokriticizmusnak nevezett filozófiát.
Álláspontja szerint a megismerhetőség határa a jelenség, valamint a jelenségek világában is van szabadság.
A kor filozófiai áramlataival, az idealizmussal és pozitivizmussal szembefordulva, a konzervatív katolikus szellemi törekvésektől is elzárkózva dolgozta ki saját filozófiáját és morális elméletét; ennek alapján vette kritika alá kora kereszténységét is.
Elvei a modernizimus és a perszonalizmus előfutárának tekinthetők.
Elméletében az emberi személyiség, mint emberi öntudat jelent meg, az ember dinamikus szemléletét pedig az értelem-érzelem- és a morál harmóniájában vélte felfedezni.
Ezzel együtt a spekulatív metafizikát is elutasította.
Tanulmányt írt Victor Hugo irodalmi műveiről, foglalkozott matematikai és pszichológiai kérdésekkel, utópisztikus társadalomrajzokkal, valamit más filozófiai kérdésekkel, mint a „mi lett volna, ha?” elméletével (ukrónizmus).
Fő tanait tanítványai vitték tovább, (Octave Hamelin, Maurice Blondel és Henri Bergson), melyek a modernizmus és a perszonalizmus elméleteihez vezettek.

## Fő művei
- Manuel de philosophie moderne (1842)
- Essais de critique générale (1854–1864)
- La Critique philosophique (1868)
- La Science de la morale (1869)
- Uchronie (1876)
- Critique religieuse 1–7. (1878–1885)
- Esquisse d'une classification systématique des doctrines philosophiques (1885–1886)
- La philosophie analytique de l'histoire (1896–1897)
- Histoire et solution des problèmes métaphysiques (1901)
- Victor Hugo: Le Poète (1893)
- V. Hugo philosophe (1900)
- Le Philosophe (1900)
- Les Dilemmes de la métaphysique pure (1901)
- Le Personnalisme (1903)
- Critique de la doctrine de Kant (1906)